# TJ Baník Líně
TJ Baník Líně (celým názvem: Tělovýchovná jednota Baník Líně) je český klub ledního hokeje, který sídlí v obci Líně v Plzeňském kraji. Založen byl v roce 2004. Od sezóny 2013/14 působí v Plzeňské krajské soutěži – sk. B, šesté české nejvyšší soutěži ledního hokeje. Klubové barvy jsou tmavě modrá a bílá.
Své domácí zápasy odehrává v Plzni na tamější tréninkové hale s kapacitou 200 diváků.

## Přehled ligové účasti
Stručný přehled
Zdroj: 
- 2010–2013: Plzeňská krajská soutěž – sk. C (7. ligová úroveň v České republice)
- 2013– : Plzeňská krajská soutěž – sk. B (6. ligová úroveň v České republice)

Jednotlivé ročníky
Zdroj: 
Legenda: ZČ - základní část, červené podbarvení - sestup, zelené podbarvení - postup, fialové podbarvení - reorganizace, změna skupiny či soutěže
| Česko (2010 – ) |                                 |           |           |                                       |          |
| Sezóny          | Soutěž                          | Úroveň    | ZČ        | Play-off, nadstavba, sk. o udržení... | Poznámky |
| 2010/11         | Plzeňská krajská soutěž – sk. C | 7. úroveň | 3. místo  |                                       |          |
| 2011/12         | Plzeňská krajská soutěž – sk. C | 7. úroveň | 3. místo  | Zápas o 3. místo (neodehráno)         |          |
| 2012/13         | Plzeňská krajská soutěž – sk. C | 7. úroveň | 6. místo  | Vítěz                                 | Postup   |
| 2013/14         | Plzeňská krajská soutěž – sk. B | 6. úroveň | 6. místo  | Finále                                |          |
| 2014/15         | Plzeňská krajská soutěž – sk. B | 6. úroveň | 4. místo  | Semifinále                            |          |
| 2015/16         | Plzeňská krajská soutěž – sk. B | 6. úroveň | 3. místo  | Semifinále                            |          |
| 2016/17         | Plzeňská krajská soutěž – sk. B | 6. úroveň | 11. místo |                                       |          |
| 2017/18         | Plzeňská krajská soutěž – sk. B | 6. úroveň | 10. místo |                                       |          |
| 2018/19         | Plzeňská krajská soutěž – sk. B | 6. úroveň |           |                                       |          |